# Lackenbach
Lackenbach è un comune austriaco di 1 154 abitanti nel distretto di Oberpullendorf, in Burgenland; ha lo status di comune mercato (Marktgemeinde).